# Ostrovskoe
Ostrovskoe (in russo Островское?) è un villaggio della Russia europea centro-settentrionale, situato nella oblast' di Kostroma. È il centro amministrativo del rajon Ostrovskij.
Si trova sul fiume Mera (affluente del Volga), 80 km a est della città di Kostroma.